# Роман (роман)
«Роман» — постмодернистский роман Владимира Сорокина, созданный в конце 1980-х годов (1985—1989 или 1986—1988) и впервые опубликованный в 1994 году.
Основная часть романа состоит из стилистических аллюзий на творчество И. С. Тургенева, Л. Н. Толстого, А. П. Чехова, Ф. М. Достоевского.